# Колесников, Сергей Анатольевич
Сергей Анатольевич Колесников (род. 25 февраля 1972 года, Ульяновск, СССР) — российский бизнесмен, совладелец и управляющий партнёр компании Технониколь. В российском рейтинге богатейших бизнесменов России, опубликованном в апреле 2021 журналом Forbes, занимает 69 место с состоянием 2 млрд долларов.

## Биография
Родился 25 февраля 1972 года в Ульяновске.
В 1989 году после окончания средней школы № 63 Ульяновска Сергей Колесников поступил в Московский физико-технический институт на факультет физической и квантовой электроники, который окончил в 1995 году по специальности инженер-физик.

### Кровельный бизнес
Сергей Колесников в 1990 году, на первом курсе института, начал подрабатывать вместе с Игорем Рыбаковым ремонтом и укладкой кровель. Весной 1992 года через знакомых-кровельщиков однокурсники получили первый большой заказ на ремонт кровли обувной фабрики в городе Кимры.
В 1994 году основанная ими компания Технониколь приобрела завод по производству кровельных и гидроизоляционных материалов в городе Выборг. В течение пяти лет после приобретения Выборгского завода компания прибавила ещё 4 производства и 35 торговых представительств, в том числе первое зарубежное — в Киеве.
В 2001 году Технониколь приобретает и первый зарубежный завод Gargzdu MIDA (Литва), где запускает производство гибкой черепицы под маркой SHINGLAS.
С 2015 года под управлением Сергея Колесникова компания Технониколь запустила в России 10 заводов в шести регионах с общим числом сотрудников более 6 тысяч человек. Сумма выплаченных налогов государству превысила 33 млрд рублей.
К настоящему времени она входит в число 200 крупнейших частных компаний России.

### Другой бизнес
В 2016 году Колесников приобрёл шотландского производителя стекловаты Superglass Holdings PLC. В 2017 году им был куплен немецкий производитель гидроизоляционных материалов — компания Börner. Колесников также владеет акциями компании Silver Bear и Ульяновской ГЗС.
Сергей Колесников в 2019 получил, а в 2021 году подтвердил РБК получение мальтийского подданства по программе «гражданство в обмен на инвестиции».

## Общественная деятельность
С декабря 2012 года принимает активное участие в общественной деятельности. Является членом Координационного совета общественной организации «Деловая Россия». В январе 2015 года в Государственную Думу были внесены поправки к законопроекту N260190-6, предусматривающих внесение изменений в статью 178 УК РФ («Недопущение, ограничение или устранение конкуренции»), в подготовке которых принимала участие рабочая группа под руководством Колесникова. В 2020 году возглавил экспертный центр по антимонопольному регулированию ООО «Деловая Россия».
С 2014 года является общественным представителем Уполномоченного при Президенте РФ по защите прав предпринимателей Бориса Титова, омбудсмен по антимонопольному законодательству; председателем Общественного Совета при Уполномоченном по защите прав предпринимателей в городе Москве, членом Комитета по развитию конкуренции РСПП, а также членом Общественно-делового совета по основному направлению стратегического развития РФ и «Реформа контрольной и надзорной деятельности» и руководителем экспертной группы по «Реформе контрольной и надзорной деятельности». С 2021 года входит в Организационный комитет Кубка по рационализации и производительности труда Минэкономразвития.

## Публикации
Сергей Колесников написал и опубликовал четыре книги:
- ТехноНИКОЛЬ — главная роль. Эпизоды, портреты, смыслы, рассказывающую об истории развития компании Технониколь (в соавторстве с Игорем Альшулером). ISBN 978-5-9614-4564-0.
- Эффективное производство в России? Да!, посвящённую наиболее эффективным способам повышения производительности труда (в соавторстве с Игорем Альтшулером и Татьяной Бертовой). ISBN 978-5-9614-5358-4.[8]
- Поход в Европу, или Новые горизонты, которая раскрывает секреты экспансии корпорации на европейские рынки (в соавторстве с Игорем Альтшулером). ISBN 978-5-907274-07-5
- Через тернии — к Цифре, которая повествует о цифровизации бизнес-процессов и построении единой цифровой сети компании (в соавторстве с Игорем Альтшулером и Владиславом Уткиным). ISBN 978-5-4257-0497-9

Является колумнистом деловых изданий Forbes, Российская газета и Деловой Петербург.

## Санкции
19 октября 2022 года, на фоне вторжения России на Украину, внесён в санкционный список Украины, так как он обеспечивает «существенный источник дохода для правительства России, инициировавшего военные действия и геноцид гражданского населения в Украине». 29 мая 2023 года Колесников и польские структуры компании «Технониколь» попали в санкционный список Польши, так как они «несут косвенную ответственность за материальное или финансовое обеспечение деятельности, которая угрожает территориальной целостности, суверенитету и независимости Украины». Санкции предполагают блокировку активов компании и запрет на въезд в Польшу. В июле 2023 года власти Польши передали под принудительное внешнее управление местные активы «Технониколь: компании Boerner Insulation и Boerner Service.

## Награды
- 2013 год — премия «Предприниматель года» в номинации «Промышленное производство»[13].
- 2018 год — награда «Человек года» в номинации «Промышленное производство» губернатора Рязанской области[14].
- 2018 год — вместе со своим партнёром по «Технониколь» Игорем Рыбаковым победил в конкурсе EY «Предприниматель года 2018» в России[15].
- 2018 год — гран-при конкурса «Предприниматель года».

## Личная жизнь
Женат. Воспитывает четверых детей.